# New York Herald Tribune
Il New York Herald Tribune è stato un quotidiano statunitense creato nel 1924 quando il New York Tribune acquistò il New York Herald. L'Herald Tribune era un influente giornale repubblicano, e soprattutto una voce per i repubblicani "internazionalisti" in contrapposizione ai repubblicani "isolazionisti" rappresentati dal Chicago Tribune. Diffuso in tutta la nazione, l'Herald Tribune era un giornale rispettato e influente, e spesso rivaleggiava con il New York Times per la qualità dei suoi articoli. Ospitò scrittori rispettati come Dorothy Thompson, Red Smith, Walter Kerr.
Dopo la morte dell'editore Ogden Mills Reid nel 1947, l'Herald Tribune passò sotto la guida della sua vedova Helen Rogers Reid e dei figli Whitelaw Reid II e Ogden R. Reid, e nonostante potesse contare su alcuni scrittori e giornalisti di rilievo, il giornale andò in declino, e nel 1958 i Reid vendettero la proprietà a John Hay Whitney.
Whitney non pensava che il suo giornale potesse competere con il Times sulla quantità delle notizie pubblicate, e così fece un giornale più snello e meno serioso, facendo così riguadagnare al giornale parte del suo lustro. Il Times tuttavia rimase il giornale leader. Inoltre, una serie di scioperi durante gli anni sessanta non aiutarono i bilanci del quotidiano.
Nel 1966 Whitney tentò di organizzare un accordo commerciale con altri due giornali di New York, il New York Journal American e il New York World-Telegram and Sun. Secondo questo accordo l'Herald Tribune sarebbe continuato ad essere il giornale pubblicato di mattina, mentre l'edizione pomeridiana sarebbe consistita in una fusione del Journal-American e del World-Telegram. L'accordo sarebbe dovuto entrare in vigore il 1º maggio 1966, ma una serie di scioperi portarono alla decisione di compiere una fusione a tre, che venne attuata il 15 agosto. Il risultato fu un giornale pomeridiano, chiamato New York World Journal Tribune, che però non riuscì ad avere successo e il 5 maggio 1967 cessò le pubblicazioni.
Dopo il collasso del World Journal Tribune, il New York Times e il Washington Post divennero proprietari, insieme a Whitney, dell'edizione europea dell'Herald Tribune, denominata International Herald Tribune. Questo giornale è pubblicato ancora oggi, dal 2013 con il nome di International New York Times.